# Génomique comparative

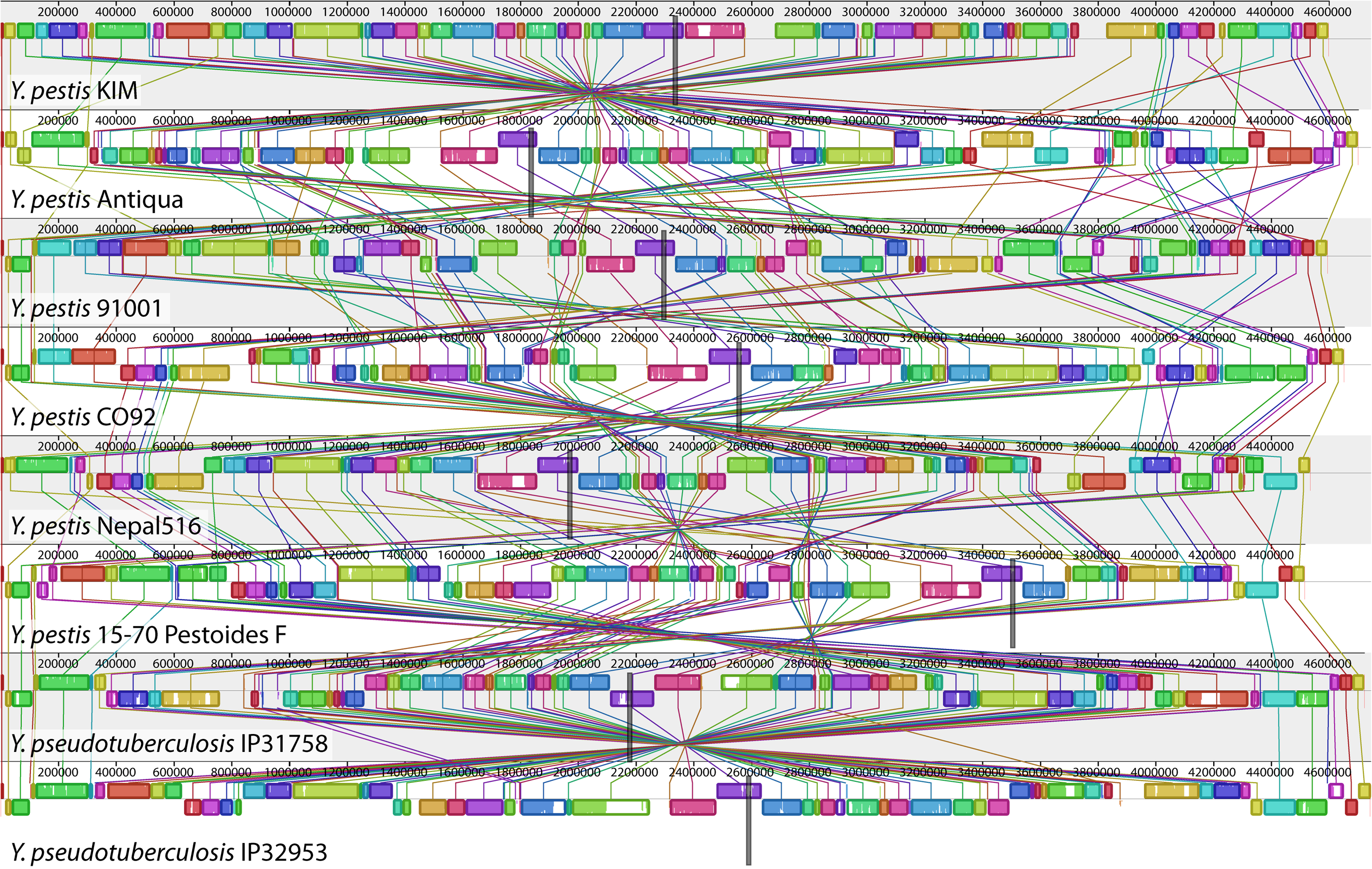
Alignement pour comparaison de 8 génomes de Yersinia Pestis

La génomique comparative est l'étude comparative de la structure en fonction des génomes de différentes espèces. Elle permet d'identifier et de comprendre les effets de la sélection sur l'organisation et l'évolution des génomes. Ce nouvel axe de recherche bénéficie de l'augmentation du nombre de génomes séquencés et de la puissance des outils informatiques. Une des applications majeures de la génomique comparative est la découverte de gènes et de leurs séquences régulatrices non codantes basée sur le principe de conservation.

## Gènes en commun
Le séquençage de l'ADN a mis en évidence que près de 8 % du génome humain est constitué de séquences d'origine rétrovirale. Ces rétrovirus endogènes représentent des vestiges d'intégrations virales ancestrales qui font maintenant partie du génome des humains. La plupart de ces séquences ont subi plusieurs mutations dues à l'évolution, rendant le rétrovirus généralement défectif mais certains ont gardé leur pouvoir infectieux et jouent même un rôle dans certains aspects physiologiques associés à la reproduction et au développement des humains (comme le HERV-W de l'être humain, qui participe à un des mécanismes assurant la formation du placenta).
Ce séquençage a également révélé que les animaux et les végétaux ont en commun au moins 25 % de leurs gènes. 
Le séquençage montre également que l'humain moderne a par exemple 99,7 % de gènes en commun avec les Néandertaliens, 98 % de gènes en commun avec le chimpanzé, 93 % avec le macaque, 85 % avec la souris, 80 % avec la vache, le chat ou le chien, 70 % avec l'oursin, 61 % avec la mouche des fruits, 60 % avec un poulet, 43 % avec un ver, 40 % avec la banane, 35 % avec la jonquille, 25 % avec la laitue ou le riz. Les humains partagent 26 % de leurs gènes avec la levure et 18 % avec le champignon de Paris.

Ces chiffres relatifs à la distance génétique montrent que toutes les espèces vivantes partagent de nombreux traits communs (le phénotype étant l'expression du patrimoine génétique issu de transferts de gènes verticaux mais aussi horizontaux), notamment au niveau des gènes impliqués dans le maintien et l’expression du génome, dans le métabolisme et la perception du milieu, mais ils restent cependant à relativiser car les calculs portent uniquement sur les gènes codants qui ne comptent que pour 5 % du génome humain (et moins de 2 % du génome humain code des protéines). De plus, une grande similitude au niveau du génotype n'est pas forcément associée à une grande similitude au niveau du phénotype. Ce dernier résulte des effets de l'environnement sur un génotype donné, ce qui se traduit par d'importantes variations (notion de plasticité phénotypique). Il résulte aussi de différences génétiques qui se localisent en des endroits déterminants de l'ADN sur l'activité fonctionnelle. Enfin, beaucoup de traits biologiques ne sont pas le produit de l'activité d'un seul gène, mais celui de l'activité de plusieurs. Ce n'est pas la distance génétique mais le caractère combinatoire et hiérarchisé des gènes et, probablement, certaines données épigénétiques, qui créent la diversité du vivant.

## Composition du génome humain
L'ascendance des humains se reflète dans leur signature génomique. L'analyse phylogénétique du génome humain montre que sur les 23 000 gènes humains, l'homologie génétique remonte aux procaryotes pour 37 % du total, aux eucaryotes unicellulaires pour 28 %, aux animaux pour 16 %, aux vertébrés pour 13 %, et est spécifique aux primates pour 6 %.